# Atacul de la Zagreb (2008)
Pe data de 23 octombrie 2008, la ora locală 18:22, în capitala croată Zagreb a avut loc un atac cu mașină capcană, care l-a vizat pe jurnalistul Ivo Pukanić, deținătorul ziarului local Nacional. El și un alt angajat al ziarului au fost uciși.

## Desfășurarea evenimentului și mărturii de la fața locului
"Odată cu atentatul din această seară, în care jurnalistul Ivo Pukanici și directorul său de marketing, Niko Franjici, au fost uciși, terorismul și-a făcut intrarea pe străzile capitalei noastre", a declarat Mesici la postul public de televiziune HRT.
Proprietarul și fostul redactor șef al săptămânalului croat Nacional, Ivo Pukanici, directorul de marketing al săptămânalului, Niko Franjici, au fost uciși în explozia unei mașini-capcană în fața sediului săptămânalului, în centrul capitalei Zagreb.
"Mediile criminale subterane provoacă statul de drept și sistemul întreg într-un mod care nu a mai fost întâlnit niciodată" a adăugat șeful statului, care a cerut tuturor instituțiilor să combată fenomenul.
"Conform informațiilor noastre, Ivo Pukanici a fost ucis", declarase anterior jurnalistul de la Nacional Plamenko Cvitici, pentru HRT.
"Potrivit informațiilor noastre, explozia s-a produs în curtea grupului de presă Nacional pe (bulevardul) Vlaska. Este vorba cel mai probabil de o bombă amplasată" sub o mașină, a adăugat el.
Postul public de televiziune a precizat că bomba a fost plasată sub mașina lui Ivo Pukanici. Cea de-a doua victimă este directorul de marketing al săptămânalului, Niko Franjici, potrivit aceleiași surse.
Explozia a avut loc la ora 18.22 (19.22, ora României), potrivit postului de televiziune.
Jurnaliști ai AFP, care au biroul în apropiere, au auzit explozia. Potrivit acestora, poliția a înconjurat locul exploziei.
Poliția a confirmat că "un dispozitiv exploziv plasat sub o mașină, proprietatea Nacional", a fost la originea exploziei. "În această explozie, mașina a fost complet distrusă și doi bărbați au fost uciși", a declarat un oficial al poliției, Krunoslav Borovec, fără a confirma identitatea victimelor.
Ivo Pukanici, adesea asociat de presa croată cu mafia locală, a devenit celebru publicând în 2003 un interviu cu fostul general croat Ante Gotovina, în timp ce acesta era căutat de Tribunalul Penal Internațional (TPI) pentru fosta Iugoslavie, care îl inculpase pentru crime de război comise în timpul războiului sârbo-croat din 1991-1995.